# Dasyphora gansuensis
Dasyphora gansuensis är en tvåvingeart som beskrevs av Ni 1982. Dasyphora gansuensis ingår i släktet Dasyphora och familjen husflugor. Inga underarter finns listade i Catalogue of Life.